# Murphy Lee
Tohri Murphy Lee Harper, meglio noto come Murphy Lee, Murphy Lizzle, Murph Derrt e originariamente come Lil T (St. Louis, 18 dicembre 1979), è un rapper statunitense.
Murphy Lee è inoltre proprietario della "Good for You Cafe", con, attualmente, due sedi a St. Louis. Il suo profilo aziendale si è ampliato anche grazie alla creazione di una sua etichetta discografica "U C Me Entertainment" ed anche grazie al suo ultimo investimento "Xclusive Promotional Products", una società che promuove giovani rapper emergenti.

## Biografia
MC membro dei St. Lunatics, collettivo originario di St. Louis. Il gruppo comincia a farsi sentire nei primi anni 1990, ma stilisticamente parlando i St. Lunatics non sono un gruppo capace di uscire dal sud degli USA. 
L'unico MC del gruppo che riesce nello scopo di stipulare un contratto con una major è Nelly, e già nel 1996 comincia a produrre dischi autonomamente. Lee comincia ad incuriosire subito con il suo stile lento e nasale, ma allo stesso tempo piacevole ed intrattenente. 
Già nel 2001 Lee diventa un'altra voce che può aiutare a diventar visibili i St. Lunatics.
Nel Giugno dello stesso anno esce Free City. Nel Giugno dell'anno seguente Lee viene chiamato a partecipare alla colonna sonora di Bad Boys II con il brano Shake Ya Tailfeather, con Nelly e Diddy.
In autunno esce Murphy's Law, album di debutto, al quale partecipano produttori del calibro di Jermaine Dupri, Jazze Pha e Lil Jon, ed artisti come Lil Wayne.
Il Singolo What da Hook Gon Be prodotto da Dupri, è un successo negli states, e spopola.
Murphy's Law (legge di Murphy) prende spunto dal detto: "What Could Go Wrong. Will Go Wrong" (Tutto ciò che può andare male. Andrà male), cambiato da Lee in:
(Murphy Lee)
Questa è la legge di Murphy.
Il 2003 lo vede collaboratore di Chingy sul brano Sample Dat Ass, per il suo disco Jackpot.
Il 2004, si apre con la vittoria del Grammy per Shake Ya Tailfeather, vinto con il titolo di Best Rap Performance by a Duo or Group. Nel medesimo anno il rapper acquista ulteriore visibilità grazie alle collaborazioni con gli Ying Yang Twins sul brano Salt Shaker [Remix] e Salt Shaker [Extended Remix], inoltre appare anche nel remix del famoso brano di Jermaine Dupri Welcome to Atlanta, intitolato Welcome to Atlanta [Coast to Coast Remix], poiché in questo remix appaiono artisti provenienti da ogni estremo degli states: Snoop Dogg rappresentante del west, Ludacris e JD rappresentanti del south, Diddy rappresentante dell'east e per concludere, Murphy Lee, che nel video appare insieme ai St. Lunatics, rappresentante del midwest. Appare con i St. Lunatics sul brano "IC IC" di J-Kwon, per il suo disco intitolato "Hood Hop".
Lee ha da poco pubblicato tre suoi mixtape, nei quali sono apparsi artisti come il suo giovane fratello Futurre's Group Da Camp, Zee's, ed anche come Prentiss Church, Potzee e Quor 03.
Nel 2008 il rapper si prepara al lancio del suo nuovo disco, "You See Me" con i suoi due nuovi singoli, "Murph Derrty", prodotta da Jason "Jay E" Epperson e "Hatin'" con Young Dro.

## Discografia

### Album
- 2003:  Murphy's Law
- 2008:  You See Me

### Singoli
- 2003: Shake Ya Tailfeather (Murphy Lee feat. Diddy and Nelly)
- 2003: Wat da Hook Gon Be (Murphy Lee feat. Jermaine Dupri)
- 2003: Hold Up (Murphy Lee feat. Nelly)
- 2003: Cool Wit' It (Murphy Lee feat. Ali, Kyjuan and Nelly)
- 2003: Luv Me Baby (Murphy Lee feat. Sleepy Brown and Jazze Pha)
- 2003: So X-Treme (Murphy Lee feat. King Jacob and The Professor)
- 2003: Same Ol'Dirty (Murphy Lee feat. Toya)
- 2005: Stomp (Murphy Lee feat. King Jacob)
- 2008: Hatin' (Murphy Lee feat. Young Dro)
- 2008: Murph Derrty
- 2008: My Shoes (Murphy Lee feat. T-Pain)

### Singoli nei quali ha duettato
- 2002: Welcome to Atlanta [Coast to Coast Remix] (Jermaine Dupri feat. Diddy, Ludacris, Snoop Dogg and Murphy Lee)
- 2002: Boughetto (Ali feat. Murphy Lee)
- 2003: Drop Dead Gorgeous (Kanye West feat. Murphy Lee)
- 2004: Tipsy [Remix] (J-Kwon feat. Chingy, Murphy Lee and DJ Clue)
- 2007: Work Dat, Twerk Dat (Ali & Gipp feat. Murphy Lee and DJ Speedy)
- 2007: Throw Some D's [Remix] (Rich Boy feat. Lil Jon, André 3000, Jim Jones, Too Short, Nelly, Murphy Lee and The Game)